# CardDAV
CardDAV是一种地址簿客户端/服务器协议，旨在允许用户访问和共享服务器上的联系人数据。CardDAV协议由互联网工程任务组开发。2011年8月，CardDAV协议正式發佈  CardDAV協議以WebDAV為基礎，它通過VCard來存储联系人数据。 2013年10月，CardDAV得到更新。